# 特倫頓空軍基地
特倫頓空軍基地（CFB Trenton）是加拿大皇家空軍一座主要空軍基地，位於安大略省東南部的特倫頓。主要驻场部队为加拿大行家空军第8大队（8 Wing）。
1929年起皇家空軍就在此地設立航空站，1937年成為飛行學校，二戰期間訓練不少飛行員，70年代起成為空軍基地。

## 派駐部隊
- 424 運輸和搜索中隊（424 猛虎），使用 CC-130E/H  CH-146
- 426 運輸訓練中隊（426 雷鳥），使用 CC-130H, CC-150, CH-146
- 429 運輸中隊（429 野牛），使用 CC-177
- 436 運輸中隊（436 巨象），使用 CC-130J
- 437 運輸中隊（437 雪橇犬），使用 CC-150
- 412 運輸中隊 使用CC-144 (Ottawa, ON)
- 2 空中機動中隊（2 Air Mov Sqn）
- 8 通訊和管制中隊（8 ACCS）
- 8 空中補給中隊（8 AMS）